# بابونه (ترانه اشنیکو)
«بابونه» (به انگلیسی: Daisy) ترانه‌ای از خواننده-ترانه‌پرداز و رپر آمریکایی اشنیکو می‌باشد که در ۹ ژوئیهٔ سال ۲۰۲۰ از سوی پارلفون و گروه موسیقی وارنر به‌عنوان دومین تک‌آهنگ نخستین میکس‌تیپ اشنیکو تحت عنوان دمیدویل منتشر گردید.